# ブロック・ネス・モンスター
ブロック・ネス・モンスターとはアメリカ・ロードアイランド州のブロック島付近で見つかった謎の生物の骨のことである。
島の名前にちなんでこの名前がついた。

## 概要
この不気味な生物の骨が見つかったのは、1996年9月。ブロック島付近でアンコウ漁をしてた漁船の網に偶然掛かり世間に知られることとなった。体の後半部がない状態で発見されたにもかかわらず、その全長は約4.2mもあったとされる。鳥の嘴のような頭骨が特徴的で、その左右には触角らしきものがあったようだ。
その後この奇妙な生物の骨は、海洋生物学者リー・スコットによって回収された。調査開始までスコットは別荘の冷蔵庫にこの骨を保管していたが、持ち帰った日の翌日釣りから帰ってきてから冷蔵庫の中を確認するとすでに骨はなくなっていたという。
ブロック島では家に施錠する習慣がなく、スコットも施錠せずに出かけてしまいそれが災いしたのだ。
考えられる正体としては、チョウザメ、ウバザメなど様々な説が唱えられたが、サメの専門家リサ・ナタンソンはブロック・ネス・モンスターの頭骨の特徴からウバザメ説を主張している。しかし、発見された骨の全長がウバザメの体長の倍ほどの大きさもあるため、この説を否定する専門家も数多くいる。
同島はこの一件で知名度を上げ、現在もこの奇妙な生物の骨を一目見ようと訪れる観光客も多い。